# 凱蒂·穆恩
凱蒂·穆恩（英語：Katie Moon，1991年6月13日—），舊姓奈格奧特（Nageotte），美國田徑運動員，她代表美國隊參加了日本舉行的2020年夏季奧林匹克運動會，並且在女子撐竿跳高比賽上，翻過四公尺九十公分的高度獲得金牌。

## 早期生涯
凱蒂·穆恩在就讀美國俄亥俄州愛許蘭大學時開始了她的女子撐竿跳高生涯，並在這段期間內贏得了NCAA Division II兩次全美冠軍。

## 賽事成就
- 凱蒂·穆恩與來自澳洲的肯奈迪（Nina Kennedy）在布達佩斯舉行的田徑世錦賽女子撐竿跳項目決賽中，以同樣都是4公尺90的成績共享金牌[7]。

## 其他相關
- 2024年的夏季奧運在法國巴黎舉行，美國代表隊選手服公布後，泳裝般暴露的比賽服裝讓許多女性運動員認為不尊重運動專業，不過凱蒂·穆恩在自己的社群媒體發文為耐吉說話，聲稱自己並不會擔心會走光[8]。